# Kivukoni Terminal
Kivukoni Terminal, Kiswahili: Terminal ya Kivukoni, ist eines von fünf Terminals des Metrobussystems Mwendokasi in Daressalaam in Tansania.

## Hintergrund
Kivukoni ist eines der fünf Terminals des Mwendokasi-Netzes, einem Metrobussystem in der einwohnerreichsten Stadt Tanzanias neben Gerezani, Morocco, Kimara und Muhimbali Hospitali.
Das Terminal dient als zentraler Umsteigeknoten in der Innenstadt von Daressalaam.
Es wurde beim Bau der ersten Baustufe des Mwendokasi-Netzes errichtet, die von hier aus sowie von Gerezani aus über Ubungo nach Kimara verläuft.
Neben seiner Funktion für den Mwendokasi-Verkehr dient es dem Umstieg zu Daladala-Linien, den Fähren nach Sansibar sowie der Erreichbarkeit der Fernbahnhofes Magufuli an welchem SGR Züge nach Morogoro und Dodoma verkehren.
Es liegt in der historischen Altstadt von Dar es Salaam sowie nahe des alten Hauptbahnhofes.
Ebenso ist es Umsteigepunkt zur Stadtfähre nach Kigamboni.